# Arad (župa)
Arad (srbsky Арад) je župa (județ) na západě Rumunska u hranic s Maďarskem, její hlavní město je Arad.

## Charakter župy
Župa hraničí na severu s župou Bihor, na jihu s župou Timiș , na východě s župami Hunedoara a Alba, na západě pak s Maďarskem. Její území je na západě hornaté, hřebeny ale nepřevyšují výšku 1 000 m; na východě je pak úrodná nížina. Hlavní řekou protékající zde je Mureș, ten protéká i hlavním městem Aradem. V severní části župy pak ještě vytéká do Maďarska další řeka, Crișul Alb. Díky svojí blízkosti k hranicím s Maďarskem a vhodné krajině patří tato oblast k nejrozvinujtějším v zemi, je navíc cílem mnoha zahraničních investicí, většinou právě již ze zmíněného Maďarska. Údolím řeky Mureș vede i důležitá železniční trať, spojující Arad s Bukureští.

## Města
- Arad (hlavní město)
- Chișineu-Criș
- Curtici
- Ineu
- Lipova
- Nădlac
- Pâncota
- Pecica
- Sântana
- Sebiș